# Canal+
Canal+ (estilizado CANAL+) é um canal de televisão privado generalista francês. Criado em 1984, foi o primeiro canal pago em França, chegou a ter cobertura na Espanha e na Polônia. O canal transmite a maioria dos programas em sinal codificado, mas também transmite alguns programas em sinal aberto.
Desde o dia 27 de junho de 2016, o Groupe Canal+ anunciou que os programas em sinal aberto do canal passarão de 6 horas para 2 horas máximas por dia a partir de setembro de 2016 para colocar programas ditos "premium", atraindo assim mais assinantes.
Em 2018, o grupo lançou o canal nos Estados Unidos e no Canadá : Canal+ International.

## Programação
Canal+ France difunde principalmente filmes recentes exclusivamente e quase todos os jogos de futebol da Ligue 1 Conforama, para os quais adquiriu direitos de transmissão exclusivos em 2004 por 600 milhões de euros. Desde 2013, o Canal+ vem competindo com a BeIn Sports, que compra cartazes importantes da Ligue 1. Mas o canal é semi-generalista e, portanto, também programa séries, revistas, noticiários, programas juvenis, festivais como Cannes e muitos programas de entretenimento e informação nas suas praias ao ar livre.

## Contexto estratégico e situação específica

### Para a Europa e a radiodifusão por satélite
O primeiro desenvolvimento do Canal+ diz respeito à participação na plataforma franco-alemã de radiodifusão por satélite (TDF 1, Kopernicus, TVsat) para explorar a nova norma europeia de televisão analógica D2 Mac. Para emitir ao lado do futuro canal cultural franco-alemão (La Sept, depois Arte), um canal desportivo, um canal educativo "juvenil" e um canal de música, o Canal+ iniciará as suas emissões por satélite no Verão de 1990. No entanto, esta plataforma de radiodifusão estará em concorrência com o satélite luxemburguês da SES Astra.
O canal investiu então na criação de canais premium na Europa e na bacia mediterrânica, lançando o Canal+ TVCF (Be tv) , na Bélgica francófona, depois no Luxemburgo, em 27 de Setembro de 1989, depois o Canal+ België e o Canal+ Nederland (Países Baixos), Canal Horizons (actualmente Canal+ Horizons) no continente africano em 18 de Abril de 1990, Canal+ España (Espanha) em 14 de Setembro de 1990, Canal+ Polska (Polónia) em 1 de Março de 1995, Tele+ em Itália (30 de Agosto de 1997) e Canal+ Escandinávia (30 de Agosto de 1997) na Dinamarca, Suécia, Finlândia e Noruega (1 de Setembro de 1997).
Com a sua filial MultiThématiques, o canal também cria canais temáticos no cabo francês, bem como a nível internacional (em Espanha, Bélgica, Alemanha e Itália), adaptando localmente os programas Planète, Cinécinémas, Jimmy.
Após o fracasso dos satélites TDF 1 e TDF 2 em D2 Mac, o Canal+ lançou o seu pacote de canais de televisão por assinatura por satélite CanalSatellite em modo analógico para a sua primeira fase comercial em 14 de Novembro de 1992. Abrange apenas a França e, posteriormente, em 27 de Abril de 1996, passou para o modo digital com a aquisição dos canais desenvolvidos para o cabo pela MultiThématiques no satélite europeu Astra. O Canal+ promoverá então este modelo de pacote na Europa através do lançamento do CanalSatélite (Espanha), que se tornará CanalSatélite Digital quando se tornar digital, Le Bouquet (Valónia), Cyfra+ (Polónia), D+ (Itália), CanalSatelliet Digitaal (Países Baixos) e Canal Digital (Escandinávia).
Em 1998, Pierre Lescure pediu ao seu amigo "histórico" Christian Dutoit para conceber e lançar o primeiro canal de notícias do grupo Canal+: i>Télévision ou i>Télé, actualmente C News, cujas primeiras emissões terão lugar no décimo quinto aniversário do Canal+, em 4 de Novembro de 1999.
O Canal+ formou então um dos maiores e mais poderosos grupos audiovisuais europeus, o grupo Canal+.

### Movimentos sociais
Embora o canal já tenha registado dois grandes movimentos em Junho de 2001 e Março de 2003 devido a planos sociais, Canal+ enfrenta novos litígios entre os representantes dos trabalhadores e a sua direcção no final de 2008, principalmente no que se refere aos aumentos salariais.
Em 6 de dezembro de 2008, no contexto da crise internacional, mas também dos excelentes ganhos do Canal+, as negociações salariais foram interrompidas. Um dos sindicatos mencionou tensões salariais agudas dentro do grupo, que não têm sido tão elevadas em vários anos. A greve poderia ser uma das ações organizadas pelos sindicatos.

### Condenações
O Tribunal Regional de Nanterre acaba de condenar em 10 de Junho de 2010 (por difamação pública), o director do site Média-Ratings, Philippe Karsenty, Canal+ e TAC Presse, que tinham produzido e difundido um programa intitulado Jeudi investigation : Rumeurs, intox : les nouvelles guerres de l'info (em português: Rumores, intoxicação: as novas guerras de informação), em 24 de Abril de 2008.

## Organização

### Executivos

#### Presidente do Conselho de Administração e Presidente do Conselho de Administração da Canal+ SA
- André Rousselet: 01/12/1982 - 14/02/1994
- Pierre Lescure: 14/02/1994 - 16/04/2002
- Xavier Couture: 16/04/2002 - 26/04/2002
- Dominique Farrugia: 26/04/2002 - 20/02/2003
- Bertrand Meheut: 20/02/2003 - 03/09/2015
- Jean-Christophe Thiery: 03/09/2015 - 10/04/2018
- Maxime Saada: desde 10/04/2018

#### Gerentes gerais
- Philippe Ramond: 01/01/1984 - 11/01/1985
- Pierre Lescure: 11/01/1985 - 14/02/1994
- Denis Olivennes: 06/1999 - 12/04/2002
- Bertrand Meheut: 05/2002 - 20/02/2003
- Rodolphe Belmer: 19/10/2012 - 03/07/2015
- Maxime Saada: 03/07/2015 -

#### Directores-Gerais dos Programas
- Pierre Lescure: 01/12/1982 - 11/01/1985
- Alain de Greef: 11/01/1985 - 12/2000
- Michel Denisot: 12/2000 - 10/02/2002
- Dominique Farrugia: 11/02/2002 - 26/04/2002
- Guillaume de Vergès: 11/02/2003 - 30/11/2003
- Rodolphe Belmer: 01/12/2003 - 03/07/2015
- Maxime Saada: desde 03/07/2015

#### Diretores de desportos
- Charles Biétry: 4/11/1984 - 07/1998
- Michel Denisot: 07/1998 - 06/2005
- Alexandre Bompard: 06/2005 - 06/2008
- Cyril Linette: 06/2008 - 06/2015
- Thierry Thuillier: 06/2015 - 07/09/2015
- Thierry Cheleman: desde 07/09/2015

### Capital
95.018.076 € do capital social da Canal+ S.A. é detido em 48,48% pelo grupo Canal+ (Canal+ Groupe), sendo o restante detido por investidores, nomeadamente investidores institucionais e flutuantes.
Em 11 de maio de 2015, a Vivendi anunciou uma oferta pública de aquisição sobre a empresa, a fim de recuperar o controle do grupo. Em 1º de outubro, o Canal+ era 48,48% controlado pelo grupo Canal+ e 51,52% pelo patrimônio líquido da Vivendi.

### Sedes
A sede do Groupe Canal+ está localizada em 1, place du Spectacle em Issy-les-Moulineaux, na região de Altos do Sena (Hauts-de-Seine, Paris).
Tem várias sedes, incluindo a do canal Canal+ em Boulogne-Billancourt, mas também dos canais gratuitos do grupo (C8, Cnews e CStar), igualmente situados em Boulogne-Billancourt.
A primeira sede foi instalada na torre Olivier de Serres, 78-84, rue Olivier-de-Serres, no 15º arrondissement de Paris. Deixou-o em 1992 para mudar-se para um novo edifício branco, desenhado por Richard Meier, que tinha construído em 1985 - 1989, Quai André-Citroën, ainda no 15º arrondissement de Paris, nas margens do Sena e no qual se agrupam os serviços técnicos e financeiros e as plataformas onde os programas são filmados. Os escritórios administrativos são totalmente envidraçados e têm vista para o Sena, enquanto os estúdios com paredes opacas estão mais discretamente colocados num segundo edifício com vista para a rue des Cévennes, os dois edifícios comunicam através de um átrio que serve de entrada. Canal+ vendeu esta sede em 2003 para purgar as suas dívidas e transferiu-se para a sua sede actual em Boulogne-Billancourt. É actualmente ocupada por escritórios do Ministério da Justiça, pelos estúdios da Rive Gauche e, desde 2018, pela Lagardère Active (incluindo a sede da Europe 1 (rádio)).

## Resultados financeiros
Em 2017, a empresa alcançou um volume de negócios de 1.691 milhões €, gerando um lucro líquido de 19 milhões € com uma força de trabalho média anual de 1.601 colaboradores.

## Declinações
O Canal+ está disponível através do pacote de canais Canal+ (antigo Canal+ Numérique, depois Canal+ Le Bouquet) sob a forma de seis canais difundidos no pacote satélite CanalSat, pacotes de cabo e IPTV (fibra óptica ou xDSL):
- Canal+, lançado em 04/11/1984.
- Canal+ Cinéma (antigo Canal+ Jaune), lançado em 27 de Abril de 1996.
- Canal+ Décalé (anteriormente Canal+ Bleu), lançado em 27 de Abril de 1996.
- Canal+ Sport (antigo Canal+ Vert), lançado em 31 de Agosto de 1998.
- Canal+ Family, lançado em 20/10/2007.
- Canal+ Séries, lançado em 21/09/2013.
- C8 (antigo D8), lançado em 07/10/2012.
- CStar (anteriormente D17), lançado em 07/10/2012.
- CNews (anteriormente I>Télé), lançado em 04/11/1999

Apenas os seis canais Canal+, Canal+ Cinéma, Canal+ Sport, C8, CStar e CNews são difundidos na TDT.
Canal+ Hi-Tech (anteriormente Canal+ 16/9) já não emite os seus programas desde que o Canal+ mudou para o formato 16:9.
Canal+ 3D (canal que transmite programas em 3D, filmes e retransmissões), fechado desde 24 de janeiro de 2012.
No final de 2005, Canal+ tinha 5,06 milhões de assinantes na França Metropolitana.

### Nos Departamentos e territórios ultramarinos da França
Nos Departamentos e territórios ultramarinos da França (DOM-TOM), o Canal+ está disponível nas Índias Ocidentais, na Nova Caledónia, na Guiana Francesa, na Polinésia Francesa e na Ilha da Reunião. O CanalSat também está presente nas Caraíbas (Índias Ocidentais e Guiana Francesa), Nova Caledónia e Ilha da Reunião. Estas declinações são efectuadas pelo Canal+ Overseas, uma filial a 100% do Groupe Canal+.

### Na Europa
- Espanha: Canal+ España, substituído pela Movistar+ e Digital+ (Sogecable, mais controlada pelo grupo Canal+), plataforma e canais que desapareceram durante a fusão com a Movistar em 2015

- Itália: Tele+, plataforma e canais que desapareceram durante a fusão com a Sky Itália em 2003

- Polónia: Canal+ Polska e Cyfra+ (Canal+ Cyfrowy, liderado pelo Canal Overseas)

- Países nórdicos (Dinamarca, Suécia, Noruega e Finlândia): Canal+ Telenor

- Bélgica e Luxemburgo: Canal+ TVCF ou Canal+ Belgique, substituído por Be TV

### No mundo
- África: Canal+ Afrique (anteriormente Canal Horizons e CanalSat Horizons), CanalSat Madagascar, Canal+ Maurice e CanalSat Maurice (Canal+ Overseas).

- Pacífico: Le Bouquet Français na Austrália e Vanuatu (Canal+ Overseas).

- Vietnã: K+
- Brasil: o Canal+ foi transmitido via cabo na década de 90.[3]